# Пепељара
Пиксла или пепељара је врста посуде која служи за пепео од цигарета, цигара и томпуса. Пепељаре су углавном направљене од ватросталног материјала као што је стакло отпорно на топлоту или од пластике, керамике, метала. Пепељаре могу бити различитих боја, дизајна и величине. Најчешће су кружног облика са равним дном и плитким страницама са заобљеним и уским жлебом који служи за одлагање цигарете.
Пепељара се није званично употребљавала до 1926. године.
Осим код куће користи се на свим јавним местима. Пошто у многим ресторанима и другим јавним местима није дозвољено пушење постоје пепељаре на којима се налази симбол забрањеног пушења, исте се постављају због обичаја и естетике. Постоје пепељаре које се често уграђују у аутомобилима, кантама за смеће, као и на неким другим јавним местима. Постоје колекционари који их скупљају у различитим бојама, величинама и облицима.
Пепељаре које се налазе на поду углавном достижу висину човековог струка. Такве пепељаре се углавном налазе у просторијама које су предвиђене за пушење или на излазима из ресторана, канцеларије, судовима, компанијама и другим сличним местима, такве пепељаре омогућавају пушачима лакше коришћење за време стајања.

## Пепељаре од различитих материјала
- стандардна стаклена
- метална
- керамика
- кристално стакло